# Rectavit Series 2019-2020
De Rectavit Series 2019-2020 was het 11e en laatste seizoen van een serie overkoepelende wedstrijden in het veldrijden. In de Rectavit Series worden er geen punten gegeven, noch is er een algemeen klassement of algehele eindwinnaar.

## Erelijst

### Mannen
| Datum      | Wedstrijd                      | Cat. | Eerste               | Tweede                 | Derde             |
| ---------- | ------------------------------ | ---- | -------------------- | ---------------------- | ----------------- |
| 06/10/2019 | Grote Prijs Neerpelt, Neerpelt | C2   | Laurens Sweeck       | Quinten Hermans        | Lars van der Haar |
| 11/11/2019 | Jaarmarktcross Niel, Niel      | C1   | Mathieu van der Poel | Laurens Sweeck         | Thijs Aerts       |
| 21/12/2019 | Waaslandcross, Sint-Niklaas    | C2   | Mathieu van der Poel | Quinten Hermans        | Tom Pidcock       |
| 22/02/2020 | Cyclocross Leuven, Leuven      | C1   | Toon Aerts           | Michael Vanthourenhout | Lars van der Haar |
| 26/02/2020 | Cyclocross Masters, Waregem    | –    | Eli Iserbyt          | Toon Aerts             | Laurens Sweeck    |

### Vrouwen
| Datum      | Wedstrijd                      | Cat. | Eerste                     | Tweede            | Derde                    |
| ---------- | ------------------------------ | ---- | -------------------------- | ----------------- | ------------------------ |
| 06/10/2019 | Grote Prijs Neerpelt, Neerpelt | C2   | Ceylin del Carmen Alvarado | Yara Kastelijn    | Shirin van Anrooij       |
| 11/11/2019 | Jaarmarktcross Niel, Niel      | C1   | Lucinda Brand              | Katherine Compton | Marion Norbert-Riberolle |
| 21/12/2019 | Waaslandcross, Sint-Niklaas    | C2   | Sanne Cant                 | Aniek van Alphen  | Kata Blanka Vas          |
| 22/02/2020 | Cyclocross Leuven, Leuven      | C1   | Denise Betsema             | Annemarie Worst   | Sanne Cant               |
| 26/02/2020 | Cyclocross Masters, Waregem    | –    | Denise Betsema             | Ellen Van Loy     | Laura Verdonschot        |

Kampioenschappen:  Wereldkampioenschappen ·
 Europese kampioenschappen ·
 Belgische kampioenschappen ·
 Nederlandse kampioenschappen
Klassementen:  Wereldbeker ·
 Superprestige ·
 DVV Verzekeringen/IJsboerke Trofee ·
 EKZ CrossTour ·
 TOI TOI Cup ·
 Coupe de France ·
 Copa de España ·
 New England Series
Overig:  Ethias Cross ·
 Rectavit Series
Geen UCI-cat.:  Giro d'Italia Ciclocross
2009-2010 · 
2010-2011 · 
2011-2012 · 
2012-2013 · 
2013-2014 · 
2014-2015 · 
2015-2016 · 
2016-2017 · 
2017-2018 ·
2018-2019 · 
2019-2020